# 法帕镇
法帕镇，是云南省德宏傣族景颇族自治州芒市（时称潞西市）曾经下辖的一个镇，驻地在芒市城南的法帕村公所法帕村，傣族（坝区）、汉族（山区）是镇内主要民族:1090。法帕镇已于2005年撤销。

## 历史
1958年10月，潞西县推行人民公社化运动，从芒市坝区分出红旗公社，1959年更名法帕联社。1963年2月，废法帕联社，成立法帕区。1969年再次实行人民公社化，恢复红旗公社，1971年复名法帕公社。1984年初潞西县废人民公社体制，开始设区建乡体制改革，法帕公社更名为法帕区。1987年10月，潞西县施行区乡体制改革，法帕区改为法帕乡。:29-311998年，法帕乡撤乡设镇成立法帕镇。2005年11月，法帕镇撤销，辖区并入风平镇:2561。

## 地理
法帕镇位于芒市（时称潞西市）东部，上东、平河两个村公所属深切割中山区，其余村寨为坝区。最高海拔2,889.1米，也是全市最高点，最低点海拔887米。镇内地区性立体气候明显，平河属寒温带气候，年降雨量比坝区多1,000毫米，上东属温带、暖温带气候，坝区属亚热带季风气候。全乡面积224平方千米，共有耕地46,572亩，其中水田32,617亩，森林覆盖率42.7%。1990年产粮占全县产量的13.5%，镇南的芒蚌村内有芒蚌温泉。:35

## 行政区划
法帕镇下辖以下地区：
法帕村、腊掌村、遮晏村、芒里村、上东村和平河村。:493-495